# Temple Sohyonso
Le temple Sohyonso (神光寺) était un temple bouddhiste situé à proximité de la ville nord-coréenne de Haeju, chef-lieu de la province du Hwanghae du Sud. 
Le temple de Haeju est « souvent mentionné dans la litérature locale bien qu'il ait disparu depuis longtemps »